# アーカンソー (原子力ミサイル巡洋艦)
アーカンソー (USS Arkansas, CGN-41) は、アメリカ海軍のミサイル巡洋艦。バージニア級原子力ミサイル巡洋艦の4番艦。艦名はアーカンソー州に因み、その名を持つ艦としては4隻目。

## 艦歴
アーカンソーはバージニア州ニューポート・ニューズのニューポート・ニューズ造船所で1977年1月17日に起工する。1978年10月21日にベティ・バンパーズ（アーカンソー州選出上院議員デイル・バンパーズの妻）によって命名、進水、1980年10月18日にデニス・S・リード艦長の指揮下就役した。
就役後の4ヶ月はバージニア州ハンプトン・ローズで海軍による艦の受領及びそれに伴う雑事の処理と整調航海の準備を行う。1981年2月末にプエルトリコへの短期往復巡航を行い、その後整調訓練の準備を再開する。3月に就役後の公試を完了し、フロリダ州のエヴァーグレーズ港での広報活動を行う。4月には一連の認証試験を行い、4月28日にノーフォークを出航、西インド諸島で整調訓練を行なう。その巡航では様々な試験が行われ、カリブ海の島々やブラジルのリオデジャネイロやレシフェを訪れた。6月25日にノーフォークに帰還し、6日後にニューポート・ニューズ造船所で整調後の信頼性試験を行う。12月15日に修理を完了し3日間の公試に出航、同年末は休養に入る。
1982年1月22日に出航したアーカンソーはフロリダ州キーウェストの南方へ向かい、爆発対衝撃試験を行う。いくつかの海上試験の間に、アーカンソーはメイポートとエヴァーグレーズ港を訪れ機材の試験を行う。3月に入ると北へ戻り、ニューポート・ニューズ造船所で2ヶ月間の整調後の補修を行う。5月3日、4日には海上公試を行い、続いて再びニューポート・ニューズで11日間の補修を行う。5月20日にノーフォークに戻り、翌日母港からの作戦活動に入る。続く4ヶ月にわたってアーカンソーはバージニア岬の沖合で訓練を行い、6月23日から7月16日までキューバのグアンタナモ湾で回復訓練、9月24日から10月16日までプエルトリコの近海で空母ニミッツ (USS Nimitz, CVN-68) の護衛に従事した。
10月中旬にノーフォークに帰港すると、最初の第6艦隊配備に向けての準備を開始する。アーカンソーは1982年11月10日に地中海に向けて出航し、11月30日に大西洋を横断しレバノン沖に到着する。12月6日にベイルート近くに到着し、レバノンの平和維持を担当する多国籍軍の支援を行う。その間にもしばしば地中海東部を離れ港の訪問や、リビア沖合、シドラ湾での演習に参加した。1983年5月4日に配備を完了しジブラルタルへ向かう。2日間の停泊後、5月10日にノーフォークへ向かう。
アーカンソーは7月8日に新たな母港のカリフォルニア州アラメダに向かい、7月22日にパナマ運河を通過、7月31日に到着する。アラメダでは母港の変更に伴う諸事項を処理し、原子炉運用訓練を行いながら5週間を過ごした。
9月の第2週に海上での通常任務を再開し、1983年の残りと1984年初めの6週間はその任務を継続した。2月12日から2月14日の間にアーカンソーはワシントン州ブレマートンに向かいピュージェット・サウンド海軍造船所で3ヶ月の補修を行う。5月中旬にアラメダに帰還し世界巡航の準備を行い、6月1日に初の長期巡航に出航する。ハワイへ向かう途中に多国籍軍の共同演習、リムパック84に参加する。その後6月後半にはハワイ海域で訓練を行い、7月2日に航海を再開、7月20日にスービック海軍基地に到着し、8月初めまでフィリピンに留まる。8月6日から10日までは香港を訪れた。
その後アーカンソーはインド洋に向かう。インド洋で3ヶ月を過ごしたアーカンソーは11月1日に紅海に入り、3日にスエズ運河を通過、7日から12日までフランスのトゥーロンに停泊しジブラルタル海峡を通過し大西洋を横断する。その後アゾレス諸島、バルバドス、セント・トーマス島を経由し12月9日にパナマ運河を通過、17日にアラメダに到着する。
配備後の整調はアラメダで1985年2月まで行われた。2月17日にトマホーク巡航ミサイルおよびファランクスCIWSによる対空装備の信頼性試験を行うためブレマートンに向かい、6月25日にアラメダに帰還する。その後訓練任務を再開し、夏から秋にかけて通常訓練及び検査を行う。12月7日に再び海外巡航の準備を始める。
年末は休息を取った後、アーカンソーは1986年1月15日に出航する。真珠湾に寄港後西太平洋で演習を行い、3月半ばにスービック海軍基地とシンガポールを訪問、その後インド洋を横断しパキスタンのカラチを訪れる。3月15日から20日までカラチに停泊した後アラビア海へ向かい、アーカンソーは中東水域を哨戒した。
アラビア海での任務は4月末に終了し、29日と30日にスエズ運河を通過し別の紛争地域に向かう。5月から6月にかけてアーカンソーはエンタープライズ (USS Enterprise, CVN-65)、トラクスタン (USS Truxtun, CGN-35) と共にリビア沖を巡航し、テロ活動に対する報復攻撃を行った。6月末に地中海を離れ、オーストラリアへ向かう。7月18日から22日までフリーマントルに寄港し、その後スービック湾に向かう。アーカンソーは8月13日にアラメダに帰還し、9月後半まで留まった後、10月に入ると西海岸での活動を年末まで行った。
1991年5月、アーカンソーはエイブラハム・リンカーン戦闘グループの一部としてペルシア湾へ展開した。
1996年にはカール・ヴィンソン任務群の一艦としてイラク沖合で演習「ラグド・ノーチラス Rugged Nautilus」に参加した。
1998年7月7日にアーカンソーは退役し、原子力艦再利用プログラムに基づき処分される。一時期アーカンソー州で博物館船として保存することが考えられたが、春の増水時以外にミシシッピ川を航行することができないためその計画は廃棄された。